# Ahmet Burak Solakel
Ahmet Burak Solakel (sinh ngày 1 tháng 3 năm 1982) là một hậu vệ bóng đá Thổ Nhĩ Kỳ thi đấu cho Samsunspor.